# 1717
1717 (MDCCXVII) a fost un an obișnuit al calendarului gregorian, care a început într-o zi de joi.

## Evenimente
- 10 mai: Țarul Petru I al Rusiei aflat într-o vizită la Versailles, îl ridică pe micul rege Ludovic al XV-lea în brațe, rostind cuvintele: "Țin în brațele mele toată Franța!".

## Nașteri
- 28 ianuarie: Mustafa al III-lea, sultan al Imperiului otoman (d. 1774)
- 21 aprilie: Frederick al II-lea, Duce de Mecklenburg-Schwerin (d. 1785)
- 13 mai: Împărăteasa Maria Terezia a Austriei (d. 1780)
- 5 iulie: Regele Pedro al III-lea al Portugaliei (d. 1786)
- 13 august: Louis François, Prinț Conti (d. 1776)
- 24 septembrie: Horace Walpole,  istoric de artă, literat, anticar și politician liberal englez (d. 1797)
- 5 octombrie: Marie Anne de Mailly, metresă a regelui Ludovic al XV-lea al Franței (d. 1744)
- 12 octombrie: Georg Friedrich Baermann, matematician german (d. 1769)
- 9 noiembrie: Frederick al II-lea, Duce de Mecklenburg-Schwerin (d. 1785)
- 16 noiembrie: Jean le Rond d'Alembert, matematician, fizician, filosof și enciclopedist francez (d. 1783)
- 25 decembrie: Papa Pius al VI-lea (d. 1799)

## Decese
- 13 ianuarie: Maria Sibylla Merian, 69 ani, naturalist, entomolog și ilustrator știintific german (n. 1647)
- 26 aprilie: Christian al II-lea, Conte Palatin de Zweibrücken-Birkenfeld, 79 ani (n. 1637)
- 1 iulie: Prințesa Ana Sofia a Danemarcei, 69 ani, soția lui Johann Georg al III-lea, Elector de Saxonia (n. 1647)
- 26 octombrie: Catherine Sedley, Contesă de Dorchester, 59 ani, metresă a regelui Iacob al II-lea al Angliei (n. 1657)